# Robert von Mohl

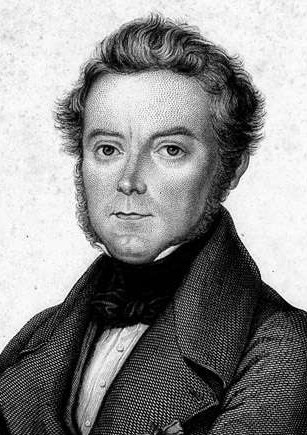
Robert von Mohl (Stahlstich von Christoph Friedrich Dörr, 1830er-Jahre)

Robert Mohl, seit 1837 von Mohl, (* 17. August 1799 in Stuttgart; † 5. November 1875 in Berlin) war ein deutscher Staatswissenschaftler. Er war auch Abgeordneter mehrerer Parlamente, beispielsweise der Frankfurter Nationalversammlung 1848 und des Reichstages. 1848/1849 war er Reichsjustizminister in der deutschen Zentralgewalt.
Von 1827 bis 1846 war er Professor der Staatswissenschaften in Tübingen. Mohl gilt als derjenige, der die weite Verbreitung des Begriffs „Rechtsstaat“ auslöste, den er aber gerade nicht dem „aristokratischen“ Polizeistaat entgegensetzte. Er war Gegner des allgemeinen Männerwahlrechts und der Republik als Staatsform.

## Leben

### Familie

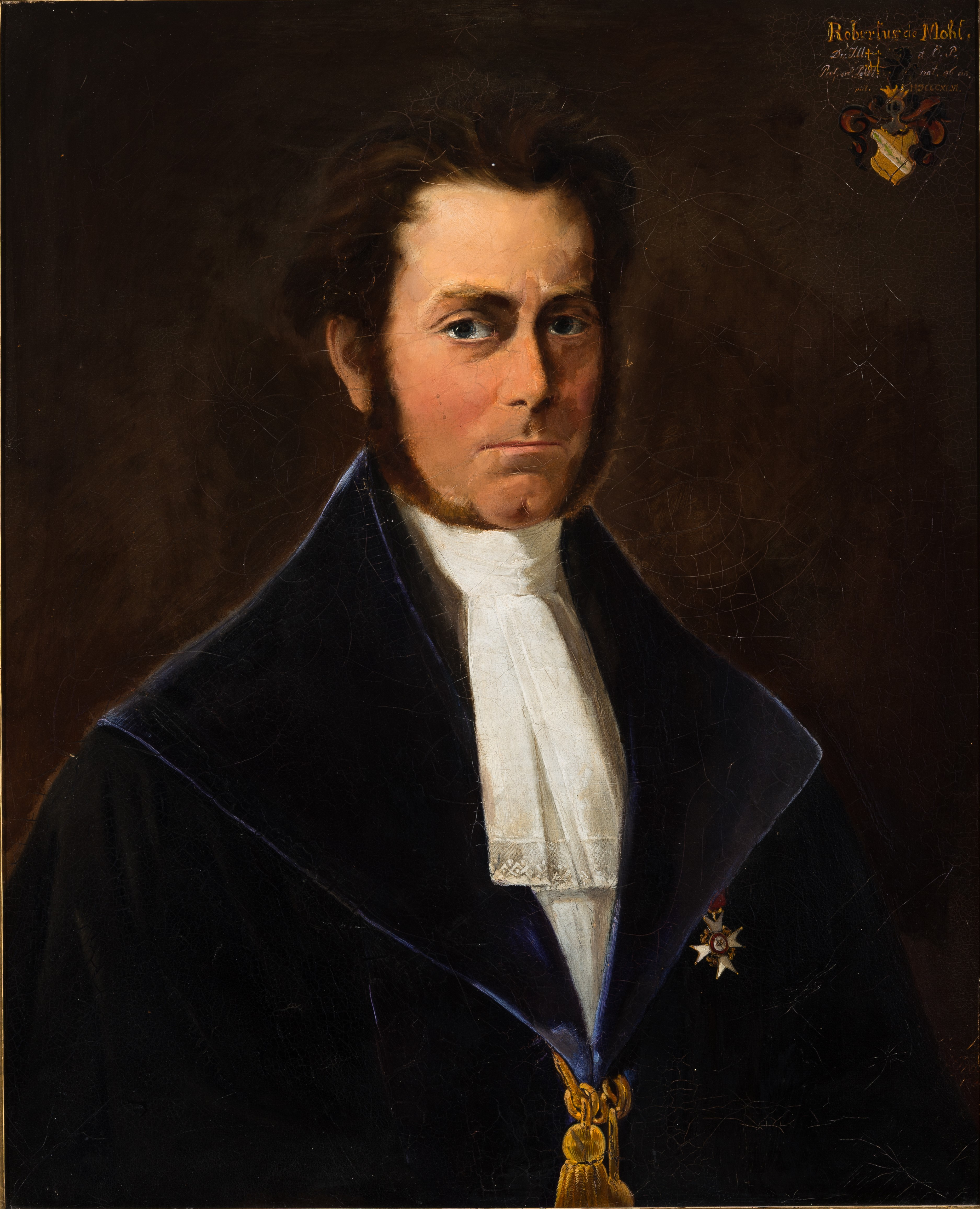
Robert von Mohl (1799–1875), 1846, Künstler: Georg Peter Groß

Robert entstammte einer seit dem 16. Jahrhundert in Württemberg lebenden Beamtenfamilie Mohl und war Sohn des Oberkonsistorialpräsidenten und Staatsrats Benjamin Ferdinand von Mohl (1766–1845), der im Jahr 1811 mit der Verleihung des Württembergischen Zivilverdienstordens in den württembergischen persönlichen Adelsstand erhoben wurde. Er war ein Urenkel des Staatsrechtslehrers Johann Jacob Moser.
Auch Robert Mohl wurde 1837 wie zuvor sein Vater mit der Verleihung des Ritterkreuzes des Ordens der württembergischen Krone zunächst in den württembergischen persönlichen Adelsstand, dann aber am 10. August 1871 als badischer Wirklicher Geheimer Rat und Präsident der Oberrechnungskammer in den badischen erblichen Adelsstand erhoben.
Seine Brüder waren Julius, Moritz und Hugo Mohl. Zu seinen Kindern gehörten die Salonnière Anna von Mohl (1834–1899), verheiratet mit dem Physiker Hermann von Helmholtz, der preußische Generalmajor Erwin von Mohl (1839–1895) und der Diplomat Ottmar von Mohl (1846–1922).

### Werdegang
Mohl studierte an den Universitäten in Heidelberg, Göttingen und Tübingen Jura und Politik. In Tübingen schloss er sich 1817 der Alten Tübinger Burschenschaft (später Germania Tübingen), in Heidelberg 1818 der Alten Heidelberger Burschenschaft an. Nachdem er sein Studium beendet sowie Promotion und Habilitation hinter sich gebracht hatte, wurde er 1824 zum außerordentlichen und 1827 zum ordentlichen Professor der Staatswissenschaften in Tübingen ernannt. Neun Jahre später avancierte Mohl dort zum Oberbibliothekar. 1833 legte von Mohl in einem deutschlandweit beachteten Prozess eine Verteidigungsschrift für den kurhessischen Minister Ludwig Hassenpflug in seinem Ministeranklageverfahren vor dem Kasseler Oberappellationsgericht vor.
Als Abgeordneter der Stadt Balingen veröffentlichte Mohl 1845 anlässlich des Wahlkampfes seine politische Einstellung und kritisierte dabei schonungslos das Verhalten der Regierung. Daraufhin wurde Mohl die Lehrbefugnis aberkannt und er von seinen universitären Ämtern enthoben. Er sollte als Regierungsrat nach Ulm versetzt werden, zog es aber vor, aus dem Staatsdienst auszuscheiden und wurde kurz darauf in die württembergische Kammer gewählt. 1847 folgte er einem Ruf als Professor der Rechte nach Heidelberg. Im gleichen Jahr wurde er Landtagsabgeordneter für Tuttlingen.

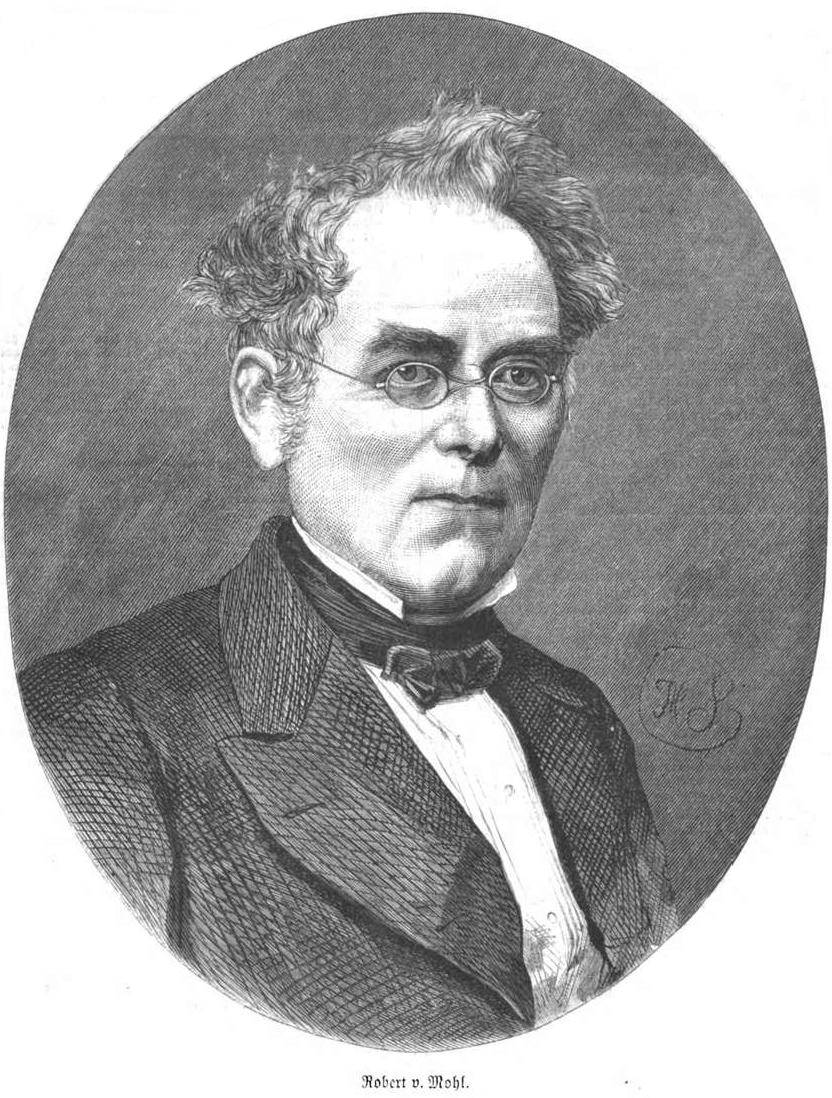
Robert von Mohl, 1871

Mohl war Teilnehmer des Vorparlaments im März und April 1848, das die Wahl der Frankfurter Nationalversammlung vorbereitete. Danach wurde er von den Oberämtern Mergentheim und Gerabronn in die Nationalversammlung gewählt. Mohl, der dort dem linken Zentrum angehörte, wurde Mitglied im Verfassungsausschuss. Am 25. September 1848 wurde er Justizminister der vorläufigen Reichsregierung. Im Mai 1849 musste das Kabinett Gagern aufgeben. Mohl widmete sich wieder seinem Lehramt in Heidelberg. Seit 1857 Vertreter der Universität in der badischen Ersten Kammer, seit 1863 deren Mitglied durch allerhöchstes Vertrauen sowie von 1867 bis 1872 deren Präsident, 1861 bis 1866 Bundestagsgesandter des Großherzogtums Baden bei der Bundesversammlung in Frankfurt, 1867 bis 1871 badischer Gesandter in München (in dieser Zeit war er dort Mitglied der Zwanglosen Gesellschaft München), war er der berufenste Vertreter der nationalen Reformpolitik der großherzoglichen Regierung.
Während dieser Jahre fungierte er mit Kollegen als Herausgeber der Zeitschrift für die gesamte Staatswissenschaft. 1871 erhielt er das Amt des Präsidenten der Oberrechnungskammer in Karlsruhe. An den Verhandlungen des deutschen Reichstags nahm er für den zweiten badischen Wahlkreis in bundesfreundlichem Sinn teil. Von Mohl starb in der Nacht vom 4. zum 5. November 1875 in Berlin.
Ein Teilnachlass befindet sich in der Universitätsbibliothek Tübingen.

## Werke (Auswahl)
- Das Bundes-Staatsrecht der Vereinigten Staaten von Nord-Amerika. Stuttgart und Tübingen 1824.
- Die deutsche Polizeiwissenschaft nach den Grundsätzen des Rechtsstaats. Tübingen 1833.
- System der Präventiv-Justiz oder Rechts-Polizei. Tübingen 1834 (Digitalisat).
- Ueber die Nachtheile, welche sowohl den Arbeitern selbst, als dem Wohlstande und der Sicherheit der gesammten bürgerlichen Gesellschaft von dem fabrikmäßigen Betriebe der Industrie zugehen, und über die Nothwendigkeit gründlicher Vorbeugungsmittel. Tübingen 1835.[8]
- Die Verantwortlichkeit der Minister in Einherrschaften mit Volksvertretung, rechtlich, politisch und geschichtlich entwickelt. Tübingen 1837.
- Staatsrecht des Königreichs Württemberg. Tübingen 1840.
- Geschichte und Litteratur der Staatswissenschaften. Erlangen 1855–1858 (3 Bände).
- Encyklopädie der Staatswissenschaften Tübingen 1859 (Digitalisat und Volltext im Deutschen Textarchiv).
- Staatsrecht, Völkerrecht und Politik. Tübingen 1860–1869 (3 Bände).
- Das deutsche Reichsstaatsrecht. Tübingen 1873.
- Lebens-Erinnerungen. Stuttgart 1902.
- Gesellschaftswissenschaften und Staatswissenschaften. (Nachdruck), Schutterwald/Baden 1992.